# 谷川安孝

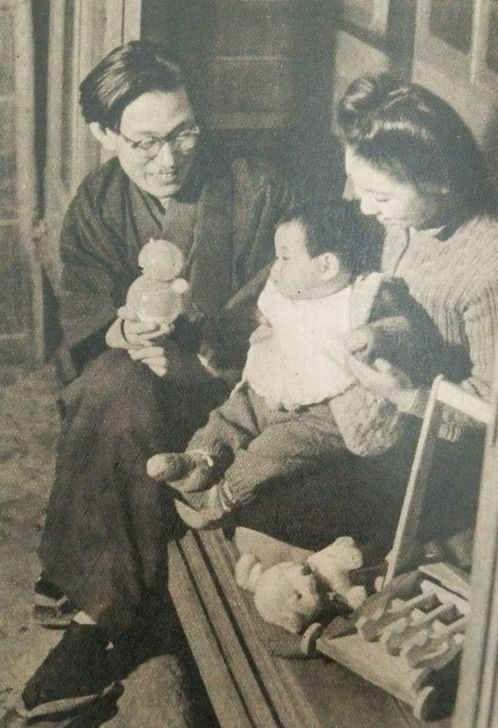
家族とともに（1949年）

谷川 安孝（たにかわ やすたか、1916年（大正5年）3月12日 - 1987年（昭和62年）12月13日）は、日本の理論物理学者。
1939年に物理学者の坂田昌一と共に中性中間子が非常な短時間で2つあるいは3つのγ線になることを発表した。兵庫県出身。
1949年に日本人で初めてノーベル賞（ノーベル物理学賞）を受賞した湯川秀樹に師事し、1942年に坂田昌一、井上健と共に中間子とミュー粒子は別種であり、中間子はミュー粒子より重く、中間子が自然崩壊してミュー粒子に変化するという二中間子説を提唱した学者として知られている。

## 経歴
1916年3月12日、兵庫県に生まれ、大阪帝国大学（現:大阪大学）を卒業する。
名古屋帝国大学（現:名古屋大学）にて助教授を務め、神戸大学で教授となる。その後は甲南大学で教授を、岡山理科大学でも教授を歴任した。

## 著書
- 『つきあい 湯川博士還暦記念文集』 、講談社、1968年。
- 『重力の謎-一般相対性理論入門』、ブルーバックス、1969年。
- 『アインシュタイン選集1――特殊相対性理論・量子論・ブラウン運動――』 、共立出版、湯川秀樹監修、中村誠太郎、井上健共訳・編集、1971年。ISBN 978-4-320-03019-0。
- 『電気力学と相対論 (共立物理学講座 (10))』、共立出版、1985年9月。ISBN 978-4320030367。
- 『湯川秀樹著作集〈10〉欧文学術論文』、河辺六男共著、岩波書店、1990年2月。ISBN 4-00-091430-8。